# Charles-Alexis Chauvet
Charles-Alexis Chauvet (* 7. Juli 1837 in Marines; † 28. Januar 1871 in Argentan) war ein französischer Organist und Komponist.

## Leben
Chauvet wurde 1837 in Marines im Département Val-d’Oise geboren. Er studierte unter François Benoist und Ambroise Thomas am Pariser Konservatorium, wo er 1860 den ersten Preis im Fach Orgel erhielt. 1860 wurde er Organist von Saint-Thomas-d'Aquin (Paris), anschließend von Saint-Bernard de la Chapelle und der Église Saint-Merri (Paris). 1868 wurde er Titularorganist von La Trinité (Paris), wo er bis zu seinem Tod im Jahre 1871 blieb, als er mit nur 33 Jahren an Tuberkulose verstarb. Sein Nachfolger war Alexandre Guilmant.

## Werke
- Andante en si majeur
- Marche
- Musette
- Quatre Morceaux de genre
- Romance en si bémol mineur
- Scherzo
- Grand Chœur en Ut

## Diskographie
- Chauvet: Organ Works. 1998, EMA 9502 (CMA 2502), CD (Carolyn Shuster spielt an der Orgel der Kathedrale von Versailles u. a.).